# Лівермор (Мен)
Лівермор (англ. Livermore) — місто (англ. town) в США, в окрузі Андроскоґґін штату Мен. Населення — 2127 осіб (2020).

## Демографія
Згідно з переписом 2010 року, у місті мешкало 2095 осіб у 889 домогосподарствах у складі 620 родин. Було 1127 помешкань
Расовий склад населення:
| - 98,5 % — білих - 0,3 % — корінних американців - 0,1 % — чорних або афроамериканців - 0,1 % — азіатів |

До двох чи більше рас належало 0,8 %. Частка іспаномовних становила 1,0 % від усіх жителів.
За віковим діапазоном населення розподілялося таким чином: 20,2 % — особи молодші 18 років, 63,2 % — особи у віці 18—64 років, 16,6 % — особи у віці 65 років та старші. Медіана віку мешканця становила 44,4 року. На 100 осіб жіночої статі у місті припадало 102,8 чоловіків;  на 100 жінок у віці від 18 років та старших — 101,9 чоловіків також старших 18 років.
Середній дохід на одне домашнє господарство  становив 69 892 долари США (медіана — 57 944), а середній дохід на одну сім'ю — 72 795 доларів (медіана — 63 000). Медіана доходів становила 50 278 доларів для чоловіків та 46 667 доларів для жінок. За межею бідності перебувало 10,2 % осіб, у тому числі 16,8 % дітей у віці до 18 років та 7,1 % осіб у віці 65 років та старших.
Цивільне працевлаштоване населення становило 982 особи. Основні галузі зайнятості: освіта, охорона здоров'я та соціальна допомога — 29,5 %, виробництво — 21,8 %, будівництво — 11,6 %, роздрібна торгівля — 10,5 %.